# U-271
Unterseeboot 271 foi um submarino alemão do Tipo VIIC, pertencente a Kriegsmarine que atuou durante a Segunda Guerra Mundial.

## Comandantes
| Comandante           | Data                                           |
| -------------------- | ---------------------------------------------- |
| Kptlt. Curt Barleben | 23 de setembro de 1942 - 28 de janeiro de 1944 |

## Subordinação
Durante o seu tempo de serviço, esteve subordinado às seguintes flotilhas:
| Período                                     | Flotilha                                  |
| ------------------------------------------- | ----------------------------------------- |
| 23 de setembro de 1942 - 31 de maio de 1943 | 8. Unterseebootsflottille (treinamento)   |
| 1 de junho de 1943 - 28 de janeiro de 1944  | 1. Unterseebootsflottille (serviço ativo) |

## Operações conjuntas de ataque
O U-271 participou das seguinte operações de ataque combinado durante a sua carreira:
- Rudeltaktik Rügen (21 de janeiro de 1944 - 26 de janeiro de 1944)
- Rudeltaktik Hinein (26 de janeiro de 1944 - 28 de janeiro de 1944)